# Befcoビービースターズ
Befcoビービースターズ（べふこビービースターズ）は、新潟県新発田市を本拠地とし栗山米菓が運営していた女子バレーボールチームである。

## 概要
1993年、栗山米菓女子バレーボール部として創部。活動拠点は製造部門を担当する子会社の栗山米菓ファクトリー（新潟県新発田市）であった。2006年V・チャレンジリーグに初昇格。2012年休部。
チーム名「Befco」は栗山米菓のコーポレートブランド、「ビービースターズ」は「Beautiful Bloom Stars（美しく咲く選手達）」の略称であり、また、栗山米菓の商品「ばかうけ」、「星たべよ」それぞれのキャラクターである「バリン＆ボリン」（BarinBorin）と「星ベソくん」（star）の意味も掛けている。
練習場は新発田市内の体育施設。ホームゲームは新潟県内の体育館で開催されていた。

## 歴史
1993年　栗山米菓バレーボール部として創部。
1998年に地域リーグに初参戦。2001年には、地域リーグ準優勝を果たし、V1リーグ（現・Vチャレンジリーグ）出場決定入替戦で勝ちV1リーグ昇格となるが、辞退した。
2002年に新生バレーボール部が誕生。2004年には第24回地域リーグ準優勝を果たし、2005年にも第25回大会で初優勝を果たしたが、入替戦で敗れてV1リーグ昇格はならなかった。しかし、2006年も第26回地域リーグ準優勝を果たし、入替戦では柏エンゼルクロスに敗れたが、V・チャレンジリーグに降格した茂原アルカスが休部となったため、V・チャレンジリーグに繰り上げ昇格となった（優勝の三菱東京UFJ銀行は昇格辞退）。昇格に際し、チーム名称を栗山米菓B･B Starsとした。
2006/07V・チャレンジリーグでは最下位に終わり、入れ替え戦で四国Eighty 8 Queenに連敗して、1シーズンで地域リーグに降格となった。
2009年、地域リーグで準優勝を果たし、V・チャレンジリーグに降格した武富士バンブーが休部となったため、チャレンジリーグに自動再昇格した（優勝の三菱東京UFJ銀行はVリーグ準加盟対象外）。同時にチーム名を新潟栗山米菓ビービースターズに変更。しかし、栗山米菓のCI導入に伴い、10月、チーム名を「Befcoビービースターズ」に再変更した。
2009/10V・チャレンジリーグで3勝、2010/11同リーグで4勝、2011/12同リーグで5勝と、3シーズン連続で11位でありながらも、少しずつ成績を上げていった。
2012年5月、同月10日をもって休部し、Vリーグ機構から退社することが発表された。

## 成績

### 主な成績
チャレンジリーグ
- 優勝なし
- 準優勝なし

黒鷲旗全日本選抜大会
- 優勝なし
- 準優勝なし

### 年度別成績
| 大会名              | 大会名          | 順位 | 参加チーム数 | 試合数 | 勝 | 敗 |
| ------------------- | --------------- | ---- | ------------ | ------ | -- | -- |
| V・チャレンジリーグ | 2006/07シーズン | 8位  | 8チーム      | 14     | 1  | 13 |
| V・チャレンジリーグ | 2009/10シーズン | 11位 | 12チーム     | 16     | 3  | 13 |
| V・チャレンジリーグ | 2010/11シーズン | 11位 | 12チーム     | 18     | 4  | 14 |
| V・チャレンジリーグ | 2011/12シーズン | 11位 | 12チーム     | 22     | 5  | 17 |

## 選手・スタッフ
2012年5月の休部時の選手・スタッフは下記の通り。

### 選手
| 背番号 | 名前       | シャツネーム | 国籍 | P  | 備考 |
| ------ | ---------- | ------------ | ---- | -- | ---- |
| 1      | 門間希     | MONMA        | 日本 | MB | 主将 |
| 2      | 櫻井樹里   | JURI         | 日本 | WS |      |
| 3      | 山田友香   | YAMADA       | 日本 | WS |      |
| 4      | 丸山裕子   | MARUYAMA     | 日本 | MB |      |
| 6      | 渡辺佑梨子 | YURIKO       | 日本 | WS |      |
| 7      | 栗田琴恵   | KOTO         | 日本 | S  |      |
| 8      | 佐藤みなみ | MINAMI       | 日本 | L  |      |
| 9      | 三上真季   | MAKI         | 日本 | S  |      |
| 10     | 山崎望     | NOZOMI       | 日本 | WS |      |
| 11     | 松崎渉     | AYUMI        | 日本 | MB |      |
| 12     | 長池彩代   | SAYO         | 日本 | WS |      |
| 13     | 眞鍋春佳   | HARUKA       | 日本 | L  |      |
| 14     | 田野倉穂美 | TSUGUMI      | 日本 | S  |      |
| 15     | 藤野英恵   | FUJINO       | 日本 | OP |      |
| 16     | 赤西喜代里 | AKANISHI     | 日本 | MB |      |
| 17     | 大谷牧子   | OHYA         | 日本 | MB |      |

### スタッフ
| 役職                   | 名前     | 国籍 |
| ---------------------- | -------- | ---- |
| 部長                   | 渡部正   | 日本 |
| 副部長                 | 大澤長蔵 | 日本 |
| 監督                   | 藤原道生 | 日本 |
| コーチ                 | 増山光洋 | 日本 |
| コーチ                 | 佐藤和也 | 日本 |
| トレーナ・マネージャー | 相田好美 | 日本 |